# Urdmang
Urdmang is een gehucht in het noordwesten van Babeldaob, het hoofdeiland van de Micronesische republiek Palau. Het is de hoofdplaats van de staat Ngardmau. 
Urdmang is min of meer vergroeid met Ngerutoi en Ngetbong, de enige twee andere plaatsjes in de staat. De dorpen worden gezamenlijk vaak kortweg Ngardmau genoemd.

Ngerutai · Ngetbong · Urdmang
Airai · Dongosaro · Hatohobei · Imeong · Kayangel · Kloulklubed · Koror · Melekeok · Mengellang · Mongami · Ngaramasch · Ngatpang Village · Ngchesar Hamlet · Ngercheluuk · Ulimang · Urdmang